# Ötéves terv (Magyarország)
Az ötéves tervek a Magyar Népköztársaság idején a népgazdaság egészét átfogó, kötelező érvényű, középtávú gazdaságfejlesztési programokat határoztak meg.
A Szovjetunió tervutasításos gazdálkodásának mintájára bevezetett gazdaságpolitikai modellben, hasonlóan a keleti blokk többi állampárti berendezkedésű országhoz – a (dominánsan) állami tulajdonú nemzetgazdaság tevékenységét szabályozta, az intézmények, közületek, vállalatok, végső soron az egyének tennivalóit eleinte teljesen naturálisan, a Kádár-korszak elején bevezetett Új gazdasági mechanizmus ambiciózus reformjainak, végül különösen az 1973-as és 1979-es olajválság hatására egyre inkább az árak, értékek, gazdaságosság szempontjait is bevonva határozta meg. Az ötéves tervek alapján készültek az éves tervek, melyeket szervezeti értelemben is lebontották, a vállalatok számára több-kevesebb gazdasági, termelési paramétert előírva. A tervek előírták, hogy a termelő vállalatoknak és a fogyasztó lakosságnak milyen igényeit kell kielégíteni, és központilag hozzárendelte a feladatokhoz a szükségesnek vélt erőforrásokat. A propaganda ilyenkor indult be igazán. Hatalmas plakátok hirdették a tervek eredményességét. Számos szélsőséges elképzelés született. A csupán néhány évig népszerű női név, a Pjatyiletka, jelentése: ötéves terv. Hasonlóan bizarr elképzelés volt a kommunista szombat. Ilyenkor a munkások kötelesek voltak ingyen a hétvégi napon is dolgozni.
Az ötéves tervekben lefektetett irányvonalat a legfelső párttestületek állásfoglalása alapján dolgozták ki. A terv szövegét az Országgyűlés hagyta jóvá, részletezésére kormányrendeletek, és alsóbb szintű rendeletek, utasítások születtek. Ezek végrehajtását folyamatosan ellenőrizték, a végrehajtásában észlelt hiányosságokat büntetőjogilag is számon kérték. (A gondatlan elkövetés vétség, a terv szándékos megsértése tervbűntett volt.) A terv kidolgozására, időnkénti felülvizsgálatára, a végrehajtás ellenőrzésére Országos Tervhivatal állt fel. (Ez a főhatóság a tervgazdálkodás teljes időszakában fennállt, és maga is adott ki kötelező előírásokat, elnöki rendeleteket.)
Az Rákosi-korszakban, az 1949–1952 közötti időszakban további önálló felsőbb szerv is létezett, a Népgazdasági Tanács, mely kormányszintű feladatokat látott el. Feladata „a népgazdaság tervszerű irányítása”, több minisztérium, főhatóság, a Tervhivatal (és például Központi Statisztikai Hivatal) gazdasági összehangolása volt. Tevékenységi körét megszüntetésekor ismét a Minisztertanács vonta magához. 
Az ötéves népgazdasági tervek a kezdő év januárjának 1. napjától a záró év december 31-ig tartottak. (Az első ötéves tervet megelőző hároméves terv a háború utáni újjáépítés sürgető kényszere alatt év közben indult.)

## Magyarországi középtávú tervek

### (Első) hároméves terv, 1947–1949
A terv célja a háborús károk felszámolása, a romok eltakarítása.
Megkezdődött az infrastruktúra fejlesztése: utak, vasutak, hidak épültek újjá. Beindították a mezőgazdasági termelést is.

### Első ötéves terv, 1950–1954
A tervet 1949-ben fogadták el, majd – jóllehet eredeti formájában is igen feszített volt – 1951-ben még megemelték.
Az MDP III. Kongresszusán (1954. máj. 24–30.) a Központi Vezetőség úgy foglalt állást, hogy az új tervidőszak 1956–60-ra essen, az 1955-ös év előkészítő időszak legyen. (Ezért ekkor csak éves terv készült.) Az ötéves terv irányelveiről és fontosabb adatairól végül a KV 1956. július 18–21-i ülése döntött (ahol a fő esemény azonban az volt, hogy Rákosit felmentették, és helyére Gerő Ernő került). 

### A második hároméves terv, 1958–1960
A forradalom utáni időszakra átmeneti – hároméves – konszolidációs terv született.